# Juliusz Saloni

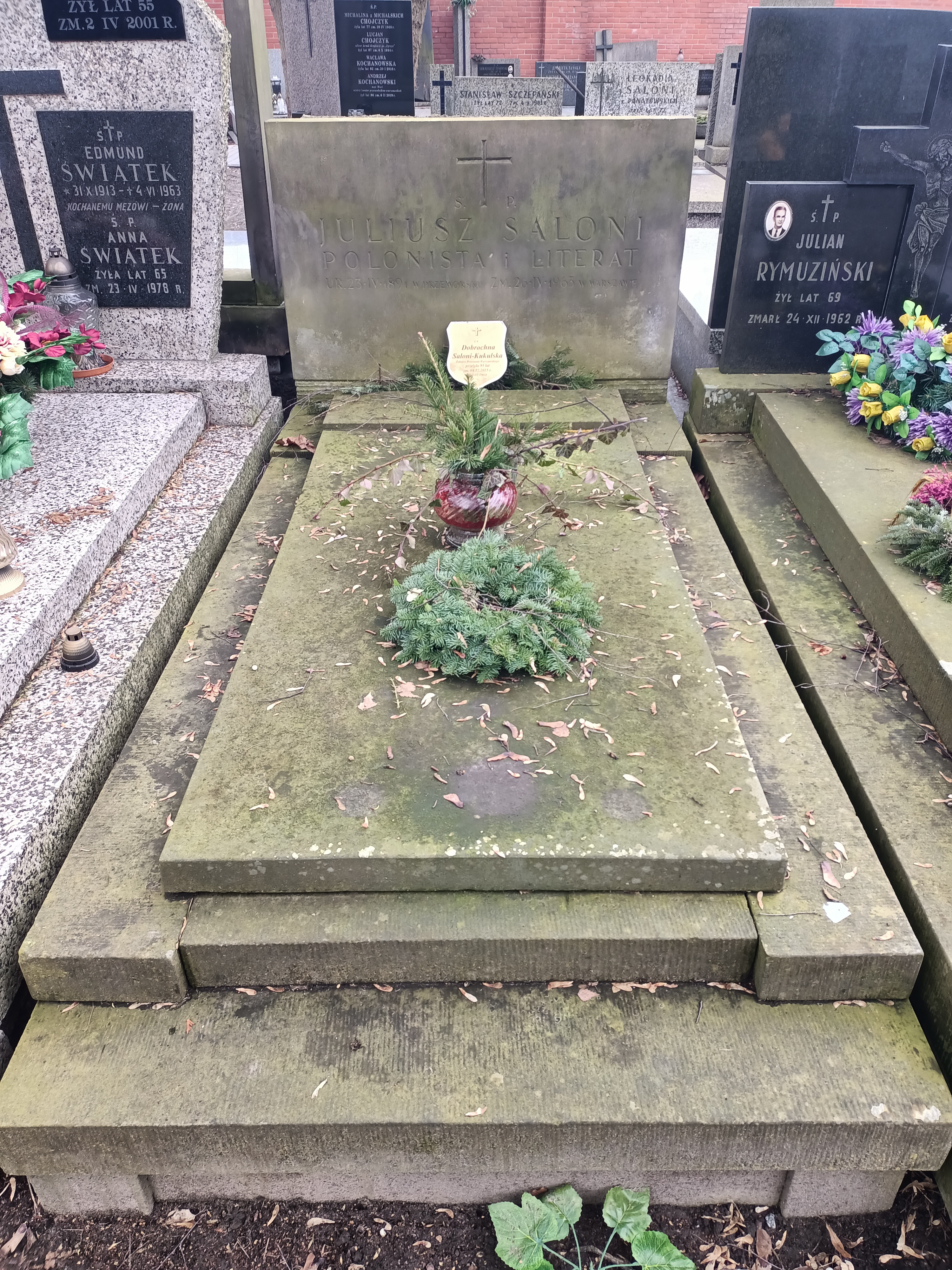
Nagrobek Juliusza Saloniego na Cmentarzu Powązkowskim

Juliusz (właśc. Julian Wojciech) Saloni (ur. 23 kwietnia 1891 w Przeworsku, zm. 26 kwietnia 1963 w Warszawie) – polonista, nauczyciel, historyk literatury.

## Życiorys
Był synem nauczycieli Aleksandra i Leopoldyny z von Kasparów. Był starszym bratem Romana (1895–1986), pułkownika dyplomowanego piechoty Wojska Polskiego. Po ukończeniu szkoły powszechnej w Rzeszowie uczęszczał do gimnazjum w Stanisławowie. W 1913 ukończył studia polonistyczne na Uniwersytecie Lwowskim. Był stypendystą Zakładu Nar. im. Ossolińskich, opublikował wtedy pierwsze artykuły i recenzje, m.in. na łamach „Pamiętnika Literackiego”.
Od 1913 do 1922, z przerwami na służbę wojskową w latach 1914-16 i 1920, pracował jako nauczyciel języka polskiego w szkołach średnich we Lwowie. Publikował artykuły na tematy literackie i pedagogiczne, aktywnie uczestniczył w dyskusjach na temat organizacji szkolnictwa. Był wysoko ceniony jako propagator aktywnych metod nauczania.
W roku 1922 Saloni przeniósł się do Warszawy, gdzie objął stanowisko instruktora nauczania języka polskiego w Ministerstwie Wyznań Religijnych i Oświecenia Publicznego. Równocześnie uczył w warszawskich szkołach średnich. W roku 1930 obronił na Wydziale Filozoficznym Uniwersytetu Lwowskiego doktorat na podstawie rozprawy Styl i kompozycja „Nocy Listopadowej” Stanisława Wyspiańskiego (promotor Juliusz Kleiner). Był inicjatorem i redaktorem dwumiesięczników „Polonista” (1930–39), poświęconego nauczaniu języka polskiego w szkołach powszechnych i średnich, oraz „Życie Literackie” (1937–39). Opublikował liczne artykuły i komentowane edycje klasyków polskich, głównie Wyspiańskiego, oraz opracował (ze współautorami) kilka podręczników szkolnych, niektóre z nich (zwłaszcza „W Lipkach”) zdobyły znaczną popularność.
Okupację Saloni przeżył w Warszawie, ucząc zarówno w jawnych szkołach zawodowych, jak i w szkolnictwie tajnym. Współpracował z redakcją socjalistycznego czasopisma „Gwardia”. Znalazłszy się po powstaniu warszawskim w Lublinie, uczestniczył w prowadzonych przez PKWN pracach organizacyjnych w dziedzinie oświatowej i wydawniczej. Był jednym z organizatorów Uniwersytetu Łódzkiego, na którym został zastępcą profesora w latach 1945–49. W ostatnich latach życia był zatrudniony w Państwowej Wyższej Szkole Teatralnej (po reorganizacji - Państwowa Wyższa Szkoła Filmowa, Telewizyjna i Teatralna im. Leona Schillera w Łodzi) w Łodzi; w  1956 został mianowany docentem, w  1961 przeszedł na emeryturę. Równocześnie pełnił funkcję kierownika literackiego teatrów łódzkich, publikował artykuły z zakresu historii literatury oraz recenzje teatralne.
Przez całe życie uprawiał dorywczo własną twórczość literacką (głównie dla dzieci) oraz przekładową. Był członkiem Związku Literatów Polskich.
Został pochowany na cmentarzu Powązkowskim w Warszawie (kwatera 154c-5-18). W latach 1936–1949 był żonaty z Janiną Kulczycką-Saloni (1912-1998) – historykiem literatury polskiej, profesorem Uniwersytetu Warszawskiego; ich synem jest Zygmunt Saloni, językoznawca polonista.

## Publikacje
- 1928 – Po drodze. Bajki
- 1931 – W Lipkach. Czytanki dla II klasy szkoły powszechnej (współautor A. Miklulski[1]).
- 1934 – Jasełka Pana Jezusowe[1].
- 1946 – Nad poziomy. Podręcznik dla VII klasy szkoły powszechnej (współautor Jan Kreczmar)[1].
- 1947 – Na przełomie. Podręcznik dla VI klasy szkoły powszechnej (współautor Jan Kreczmar)[1].
- 1947 – Drogi i rozdroża. Podręcznik dla gimnazjum (współautor Jan Kreczmar)[1].
- 1961 – Kompozycja „Dziadów” wileńskich.